# Statens centrala frökontrollanstalt

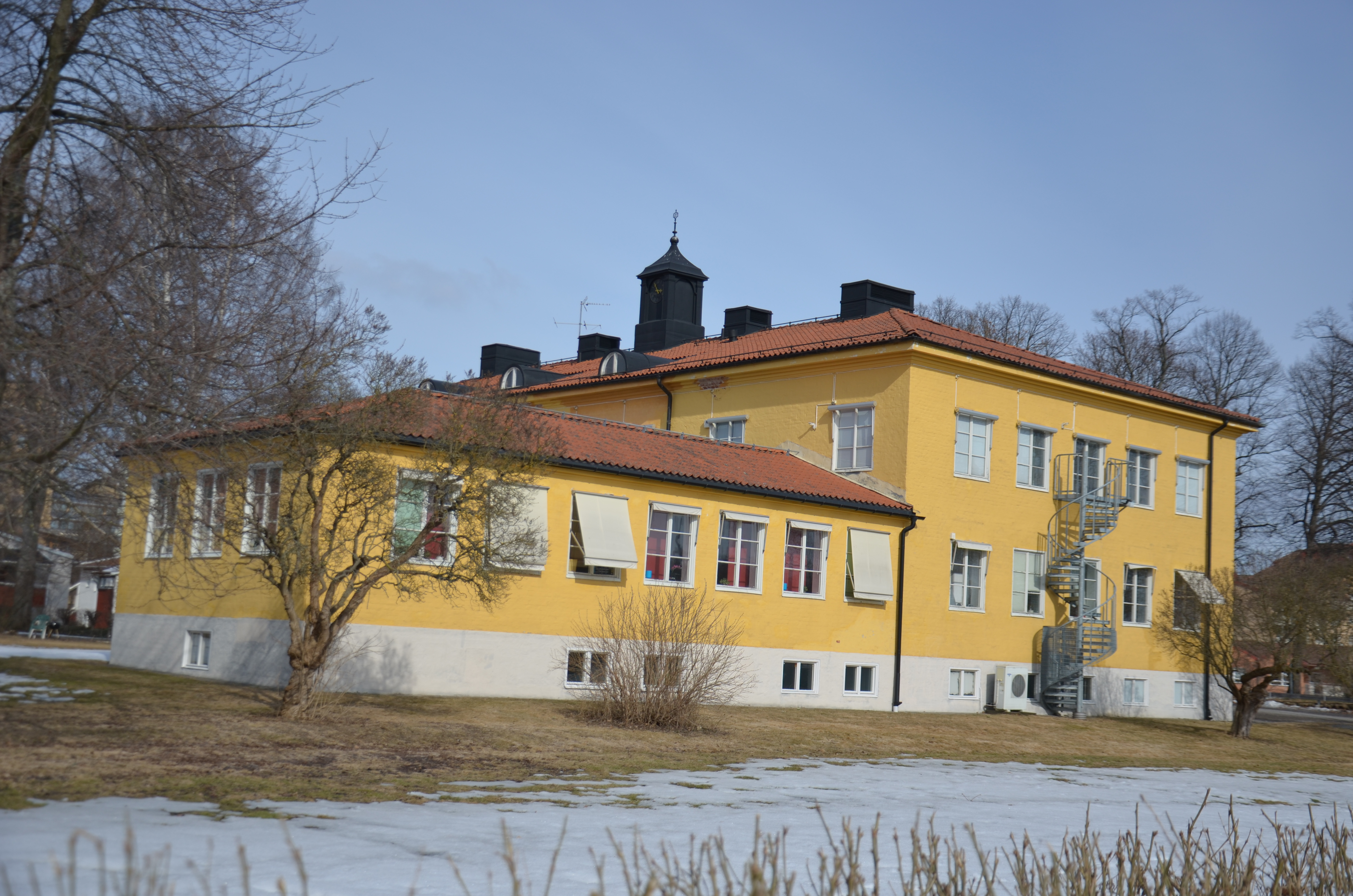
Huvudbyggnadden på Statens centrala frökontrollanstalts tidigare område.

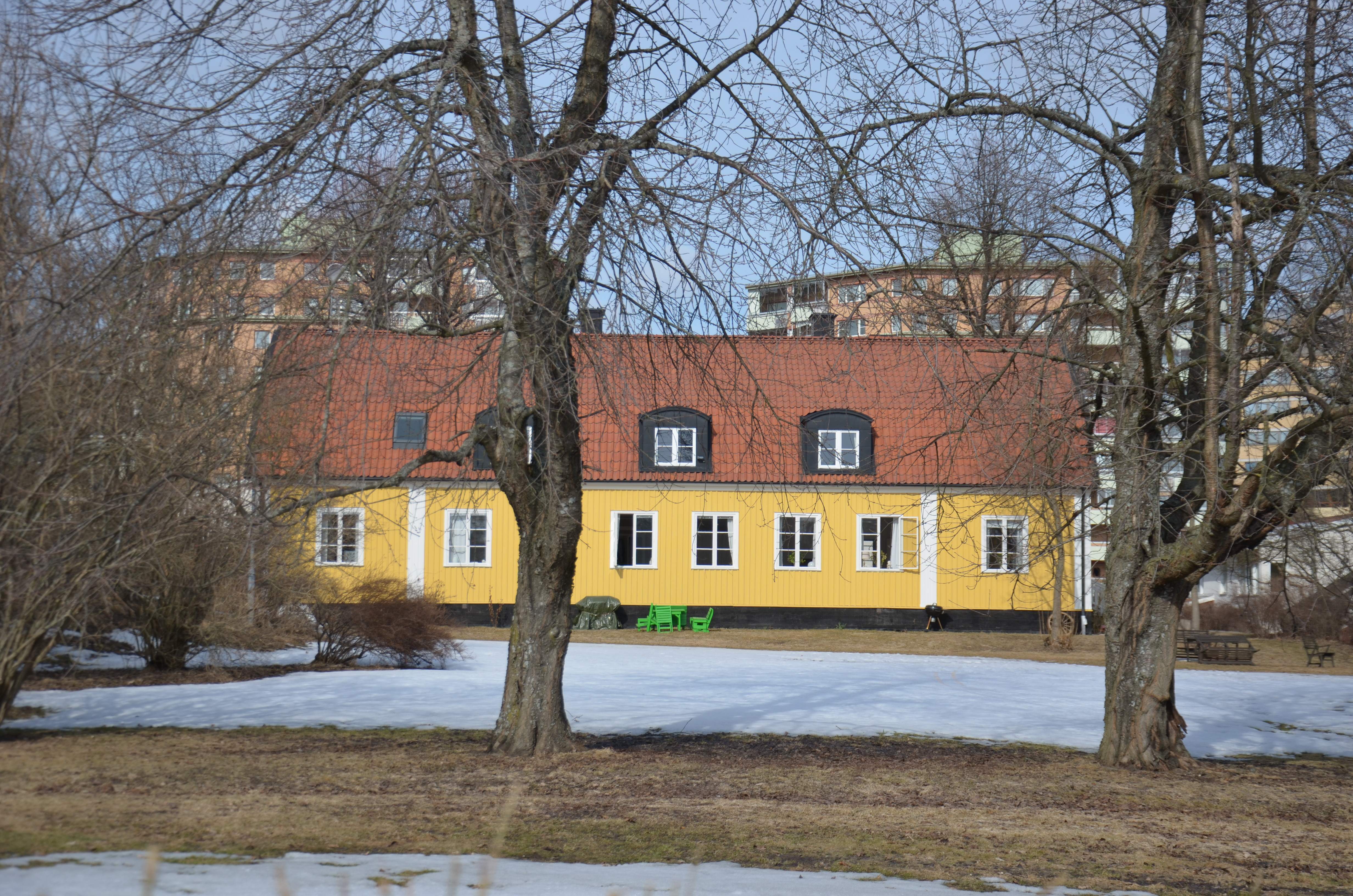
Föreståndarbostaden.

Statens centrala frökontrollanstalt var en svensk statlig myndighet. 
Statens centrala frökontrollanstalt inrättades 1925 och förlades till Bergshamra gård i Solna kommun. Huvudbyggnaden revs 1929 och ersattes med en 1930 färdigställd kontors- och laboratoriebyggnad i tjugotalsklassicistisk stil, ritad av Victor Fagerström.
Frökontrollanstaltens uppgift var att ansvara för den statliga kontrollen och certifieringen av utsäde, i den utsträckning det inte var en uppgift för någon annan.
År 1928 inrättades en filial i Alnarp och 1965 en i Stora Råby i Lund. 
Statens centrala frökontrollanstalt ersattes 1978 av Statens utsädeskontroll i Svalöv, vilken sedan 2006 utgör Statens jordbruksverks utsädesenhet i Svalöv. Verksamheten i Solna lades ned 1986.